# Сармізегетуза
45°37′22″ пн. ш. 23°18′37″ сх. д. / 45.62277778° пн. ш. 23.31027778° сх. д.
Сармізегету́за (лат. Sarmizegetusa), столиця доримської Дакії; розташована в горах Орештіє на південному заході Трансільванії, на пагорбі Гредіштя-Мунчелулуй у повіті Хунедоара. Окрім дакійської Сармизегетузи існувало римське місто.

## Дакійська Сармизегетуза
Сармизегетуза була найбільшим економічним, політичним, торговим і релігійним центром Дакійської держави, резиденцією дакійських царів. Свого розквіту досягла за дакійського царя Децебала, що вів війни з Римом й перетворив 6 фортець Орештійських гір у ядро спротиву. У 106 році зруйнована римлянами.

### Опис поселення
Поселення розташоване на висоті 1200 м. Площа поселення — 300 га. Побудовано на 5-ти терасах. Стіни змуровані з масивних кам'яних блоків, у конструкцію названу римлянами Murus dacicus («дакійська стіна»). Протяжність поселення близько 3 км. На вершині знаходиться шестикутна в плані кам'яна фортеця з східними і західними брамами і сторожовими баштами. Від східних воріт мощена дорога вела до священної огорожі — комплексу культових споруд 1-початку 2 сторіччя. Столиця була захоплена й зруйнована римлянами, які побудували нову фортецю й відновили поселення.

### Храми
Серед споруд визначними є два круглих в плані храми:
- Більший є в діаметрі близько 30 м й має декілька концентричних кругів з кам'яних блоків й кам'яних і дерев'яних колон. Розміщення колон у цьому храмі пов'язують з астрономічними спостереженнями даків де спостерігався і вивчався поточний рух світил.
- Менший храм є діаметром близько 12 м й збудований з кам'яних колон по кругу. Розміщення колон у цьому храмі є образом стародавнього дакського календаря.

### Будинки
Всередині фортеці розкриті залишки дерев'яних споруд, що були споруджені для гарнізону і мешканців, що ховалися від ворога. Навколо фортеці і священної огорожі розташовувалися житла дакійськой шляхти, господарські споруди, майстерні.
Під час римського панування були споруджені терми і інші будівлі.

### Речові знахідки
Багато знарядь праці, розписні і нерозписні глеки, різні вироби з бронзи, заліза, глини. Грецькі і римські монети, посуд і інші предмети, що були привезені з причорноморських грецьких міст і Римської імперії.

## Римська Сармизегетуза
Пізніше римляни за 40-50 км на захід від Сармизегетузи побудували місто Ульпія-Траяна, потім перейменоване в Сармізегетузу. У центрі римської Сармизегетузи знаходився форум з прилеглим до нього великим палацом августалієв — жерців культу римських імператорів Августа. Після відходу римлян з Дакії в 271 римська Сармизегетуза спорожніла.